# Ama (Aiči)
Ama (japonsky あま市; Ama-ši) je japonské město v prefektuře Aiči, v provincii Owari. 22. března 2010 vzniklo spojením těchto tří měst okresu Ama (海部): Šippó-čó (七宝町), Awa-čó (美和町) a Džimokudži-čó (甚目寺町). Protože název Ama (海部) je tradiční pro název okresu, který (ač menší o zmíněná města) zůstal zachován, pro nově vzniklé město byl určen název zapsaný pouze foneticky hiraganou: Ama (あま). Názvů, z podobných důvodů zapisovaných pouze foneticky hiraganou je v Japonsku více a dále přibývají.
V roce 2016 mělo město 87 232 obyvatel a celkovou rozlohu 27,49 km² (průměrná hustota obyvatel je 3 170/km²). Městem protékají řeky Šónaigawa (庄内川), Šinkawa (新川), Godžúgawa (五条川), Kaniegawa (蟹江川) a Fukudagawa (福田川). Množství srážek za rok v posledních letech kolísalo mezi 1400 - 1800 mm, s minimy obvykle na přelomu roku a maximy obvykle v srpnu - září. Průměrné roční teploty se pohybovaly kolem 16 °C, zimní průměrné měsíční teploty kolem 5 °C, letní kolem 27 °C. Starostou města je Kódži Murakami (村上浩司, * 1962, v úřadu od 19. 4. 2010). Ve městě jsou dvě vyšší střední školy, pět středních škol a dvanáct základních škol. Dále 5 významnějších buddhistických chrámů a 3 významnější šintoistické svatyně. Celkově je v blízkém okolí kolem 140 chrámů nebo svatyň. Dále 3 bývalé hrady (Hačisuka-džó, Kacura-džó a Fukada-džó) a památky po zaniklých 9 chrámech a památné bojiště po bitvě Kajazu (萱津の戦い, 1552, jeden z prvních (vyhraný) střetů Ody Nobunagy, poraženým byl Kijosu Oda).

## Galerie

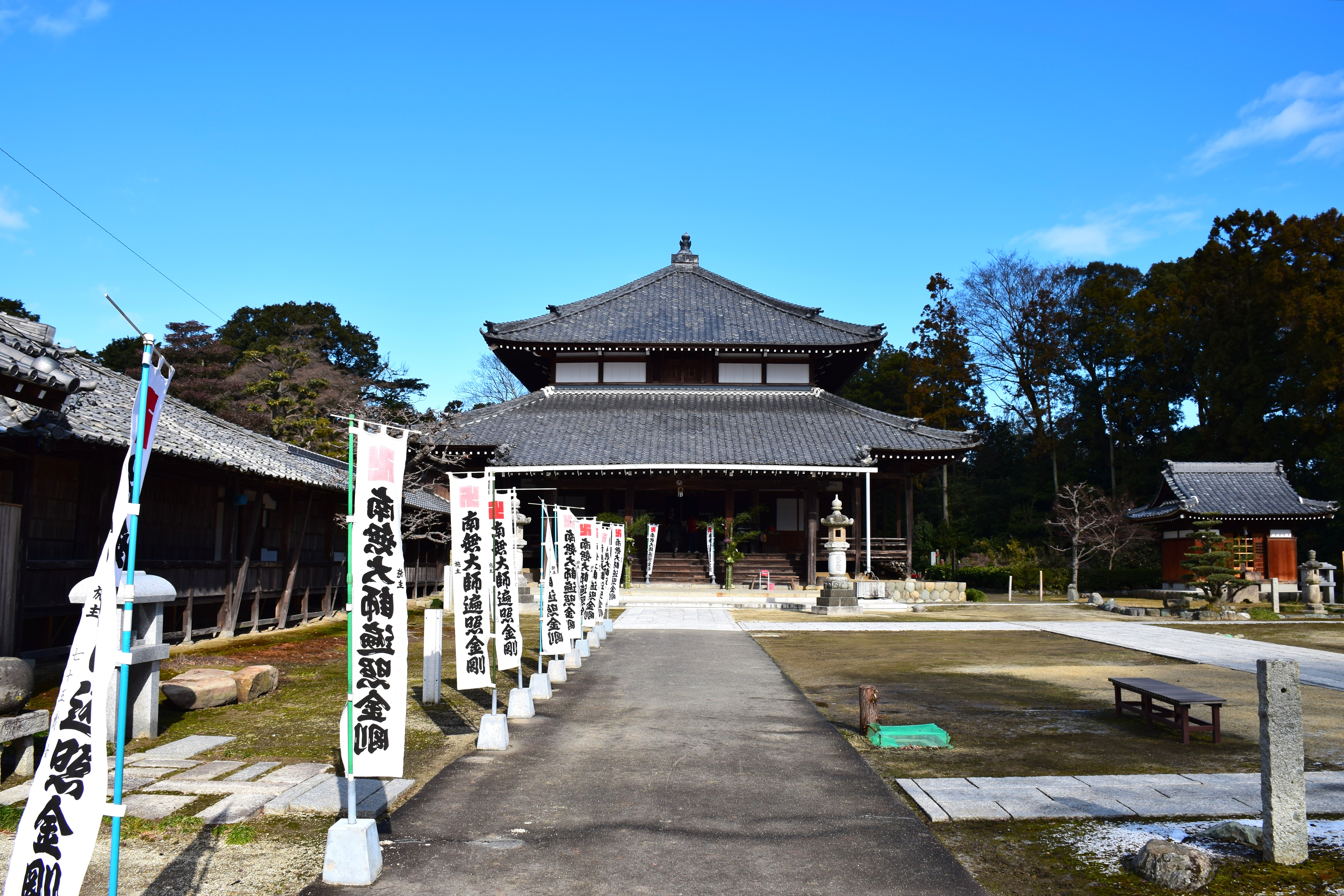
Chrám Rengedži (蓮華寺)
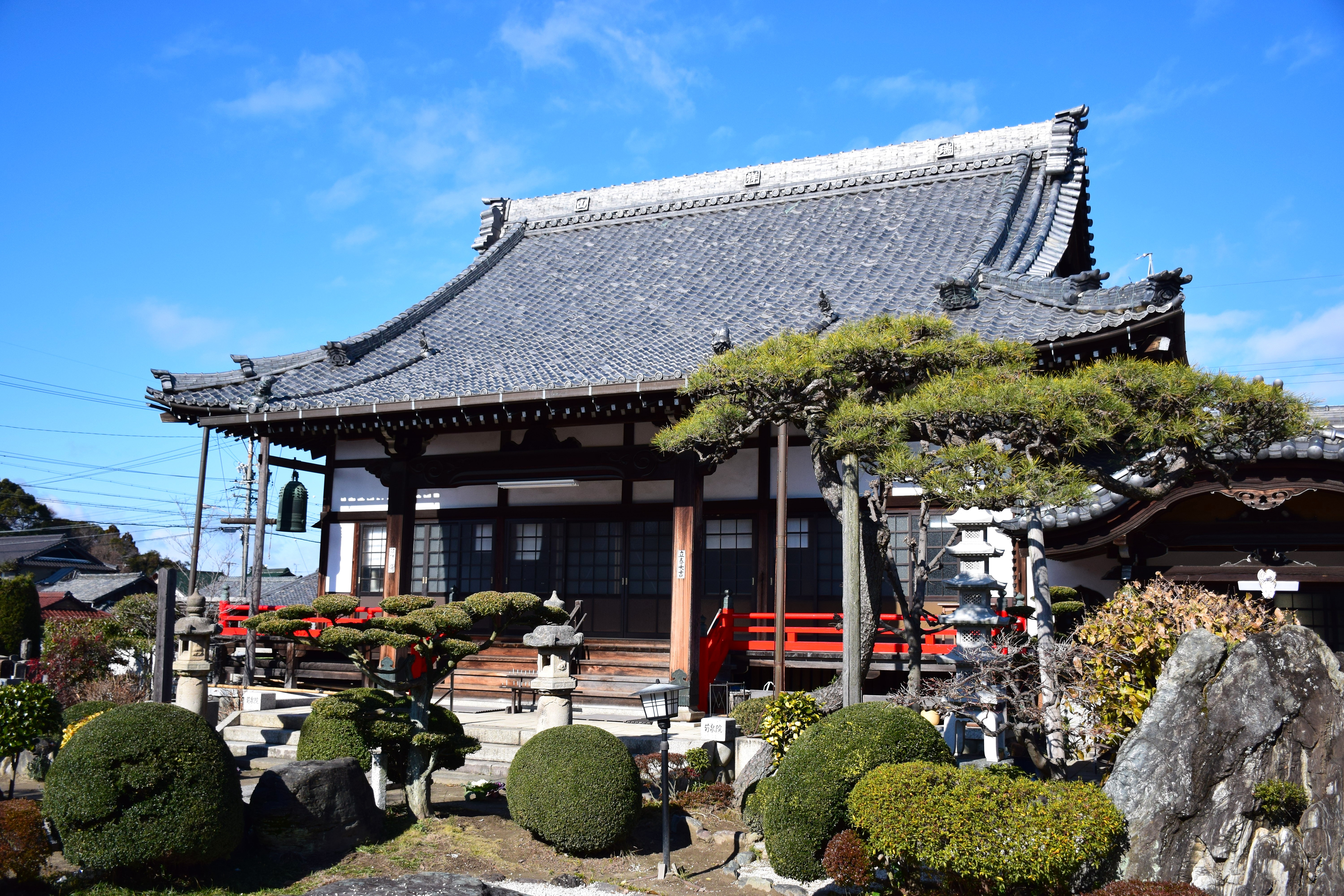
Chrám Kikusen-in (菊泉院)
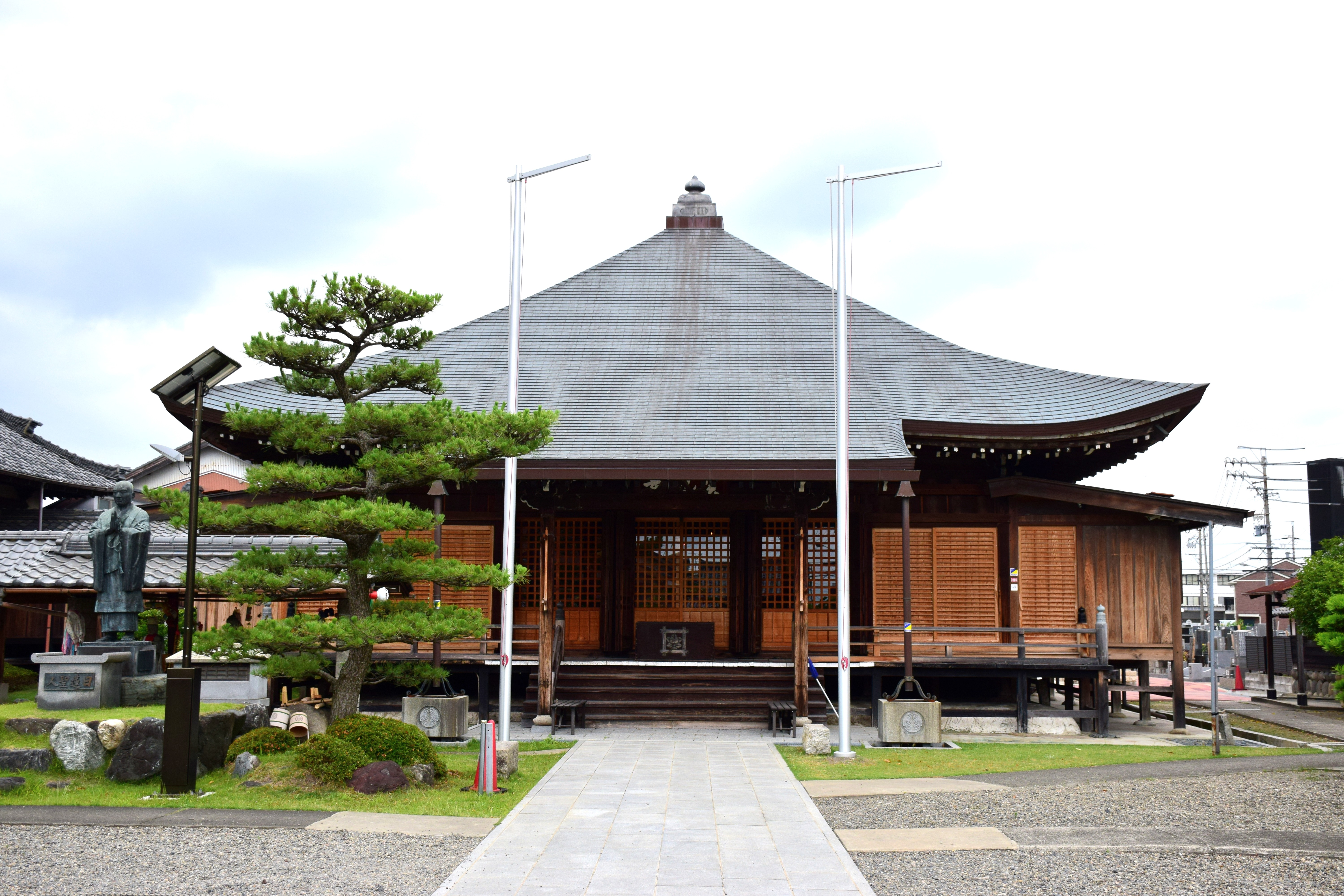
Chrám Džicudžódži (實成寺)
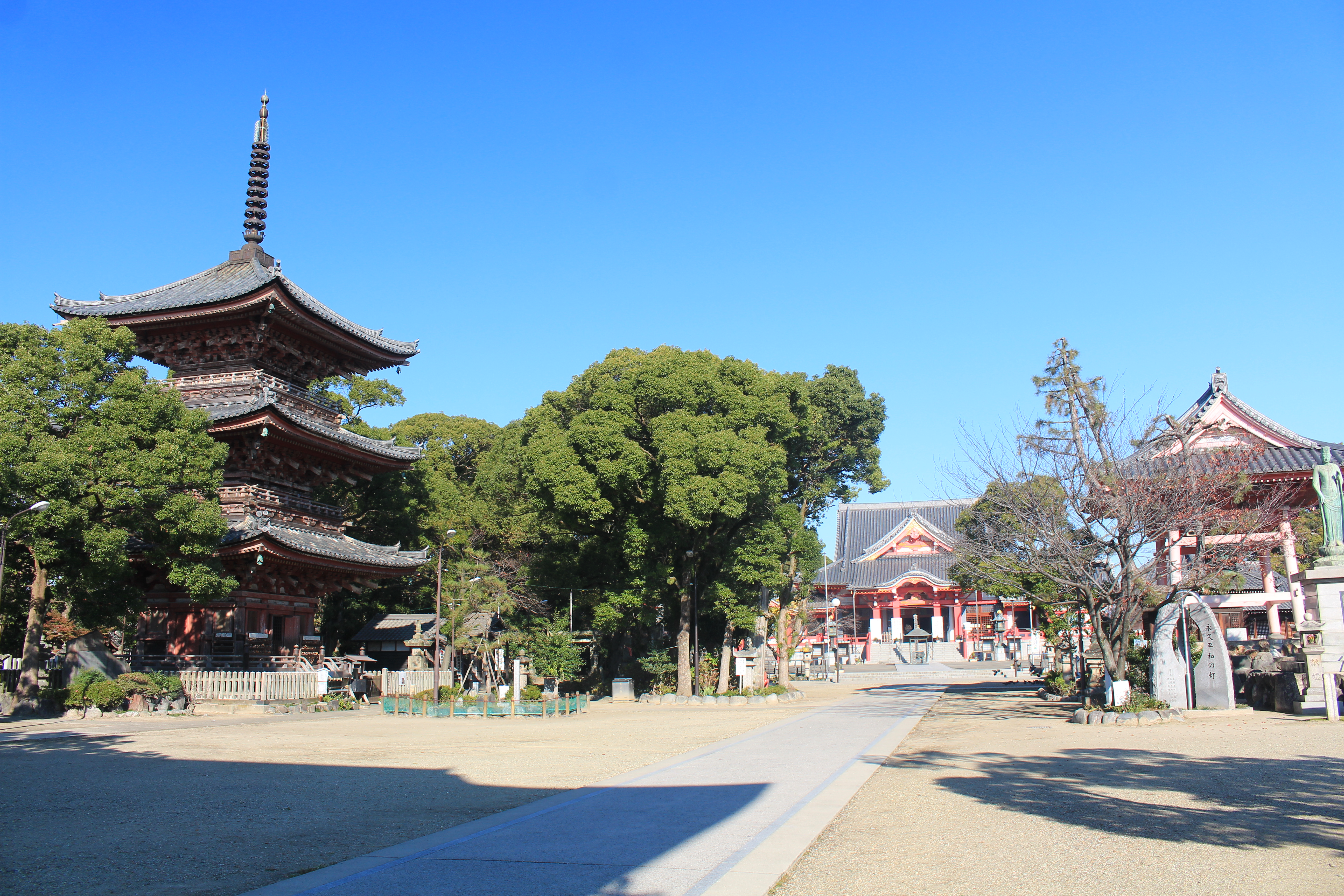
Chrám Džimoku-dži (甚目寺)
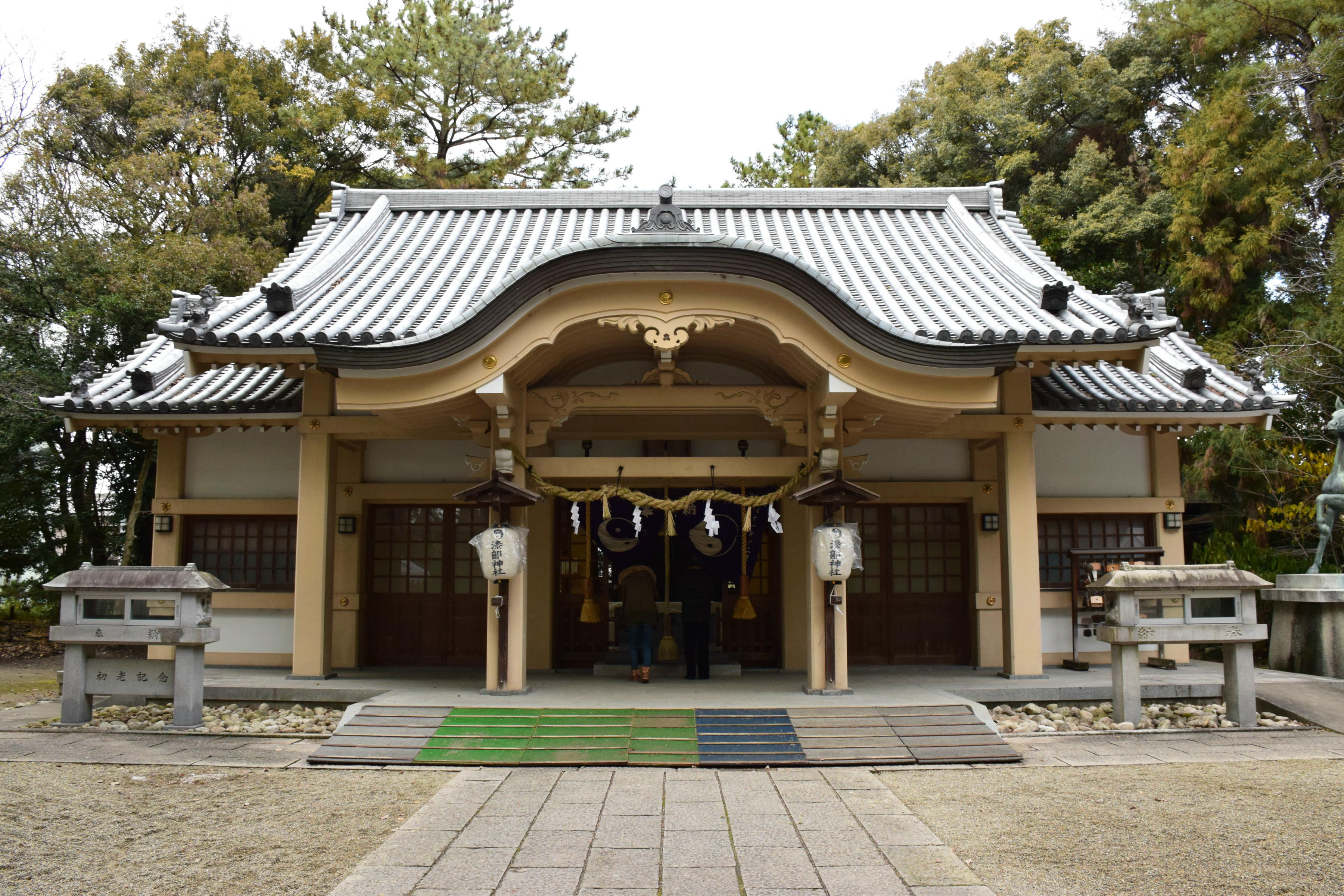
Svatyně Nuribedžindža (漆部神社)
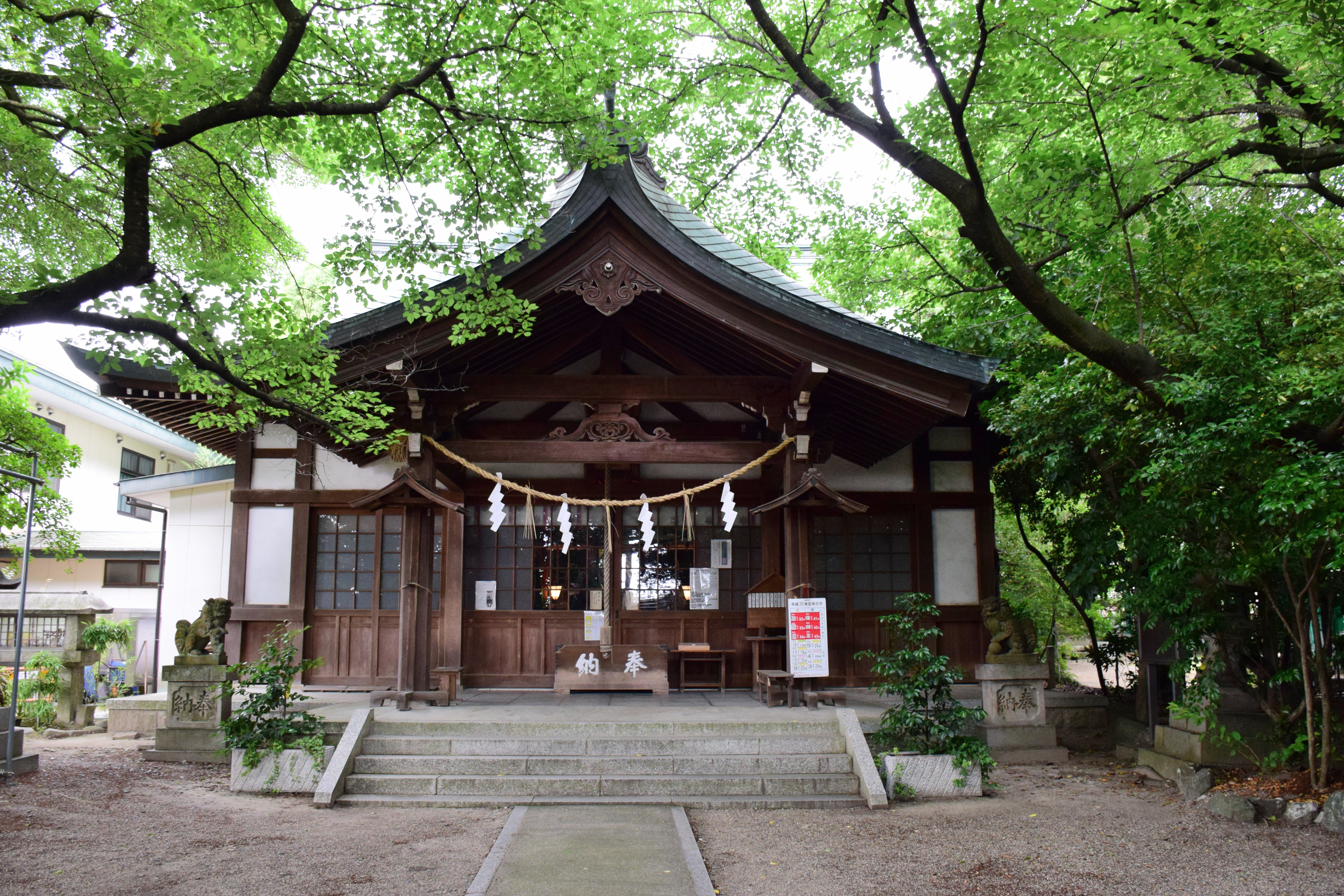
Svatyně Kajazudžindža (萱津神社, vchod do haly uctívání)
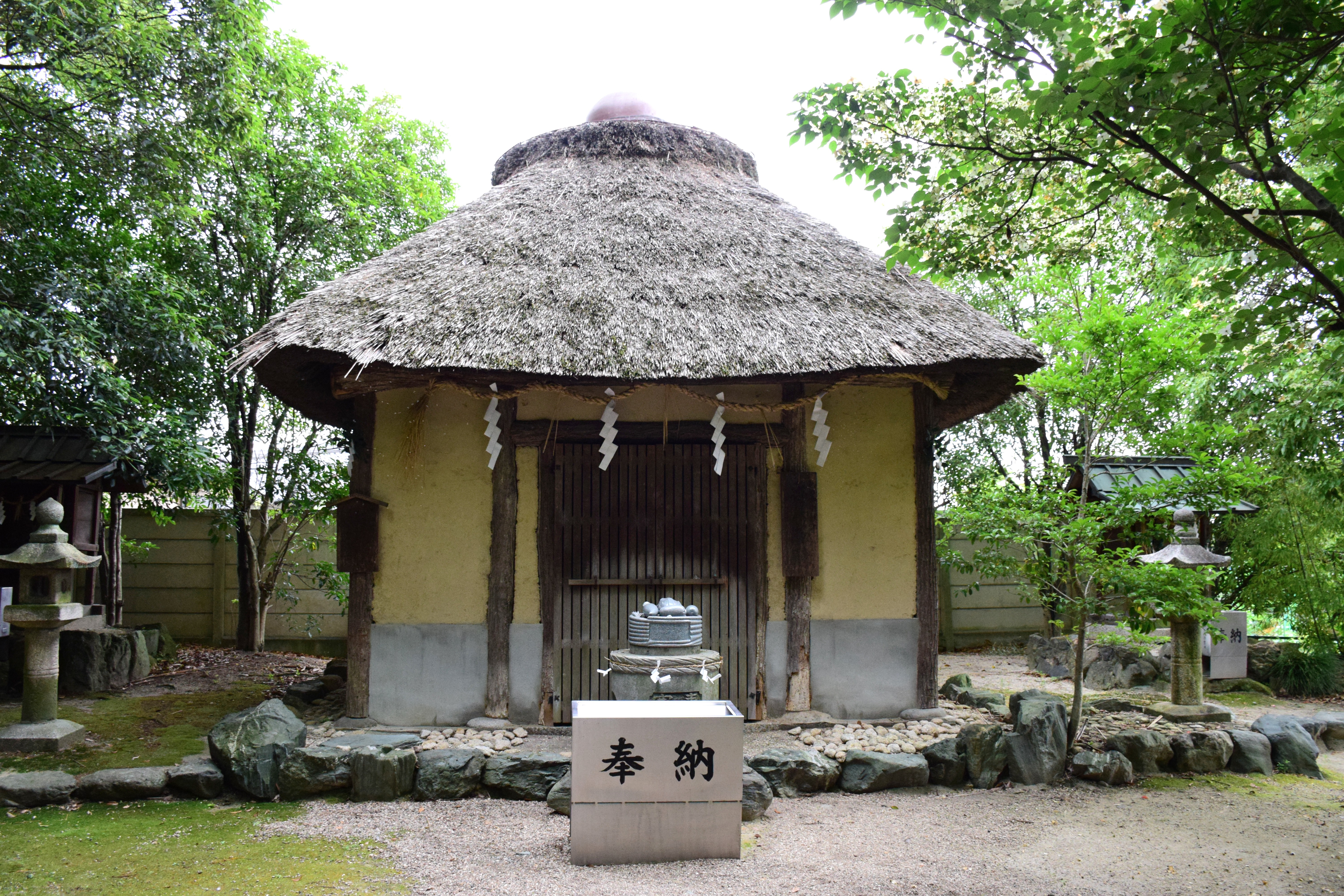
Svatyně Kajazudžindža (萱津神社, oltář pro vonnou oběť konomono)
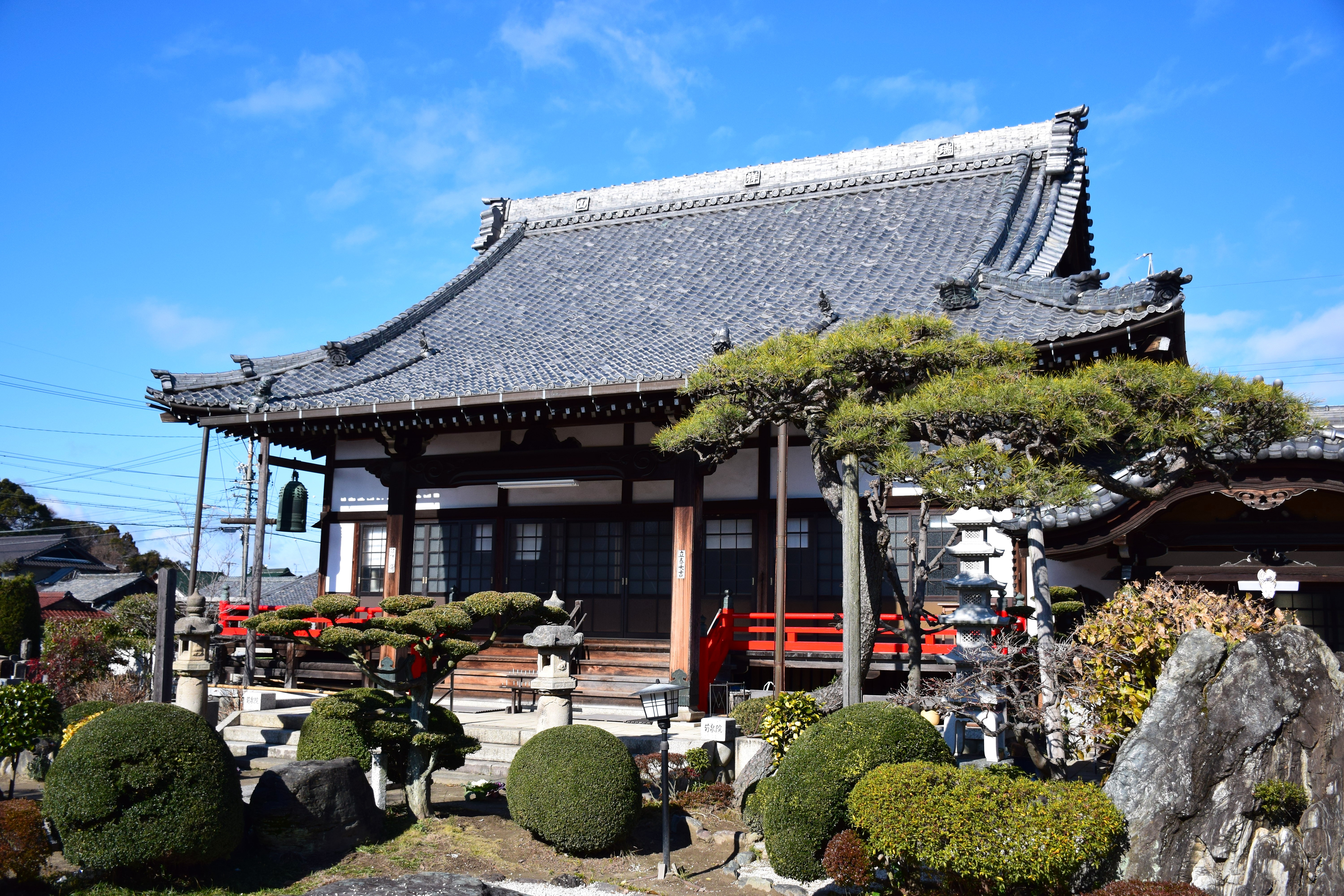
Památnník na hrad Hačisuka-džó (蜂須賀城)
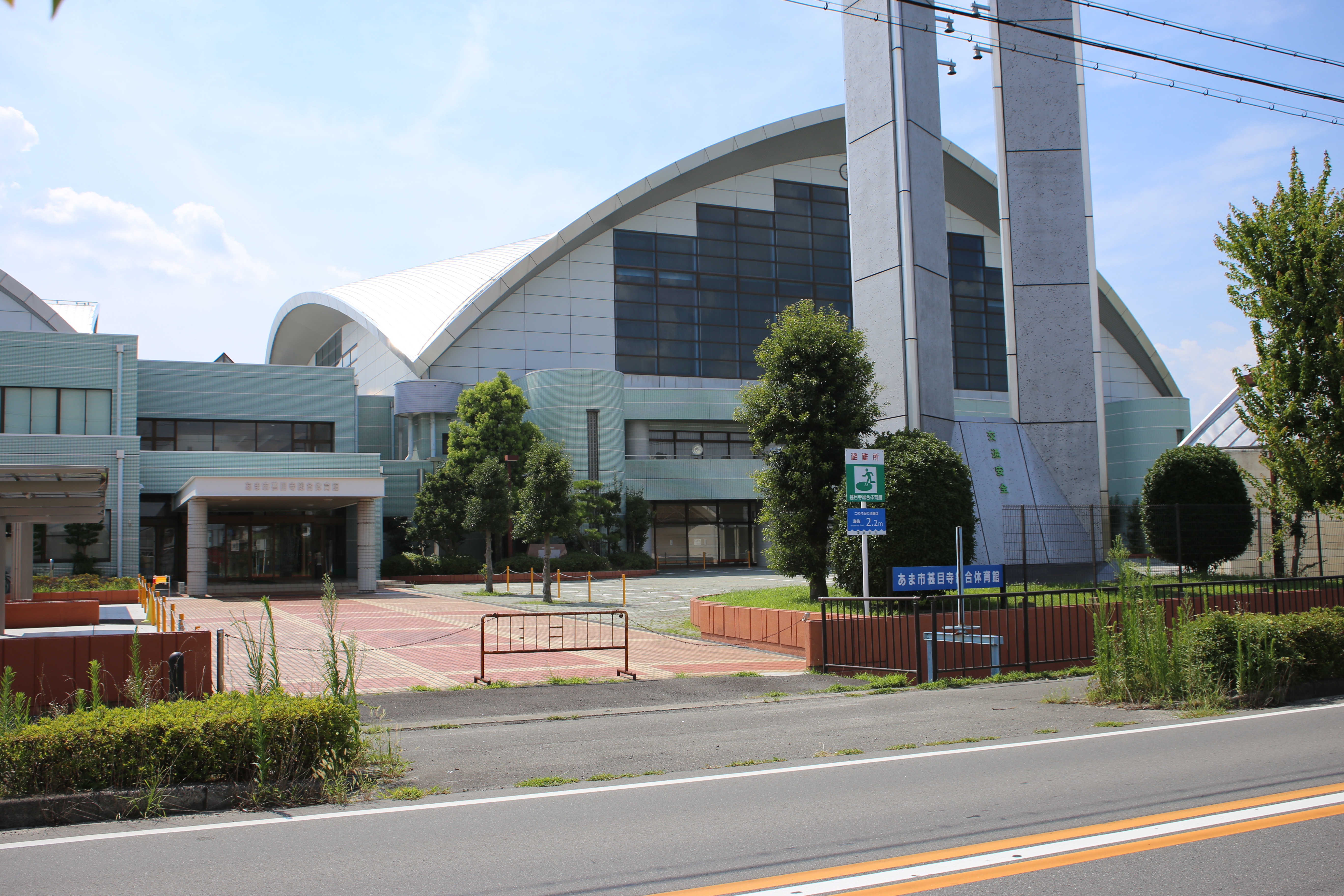
Sportovní hala v Džimokudži (甚目寺町)